# ميوا ساتو
ميوا ساتو (باليابانية: 里美和؛ بالكانا: さと みわ) هي مصارعة محترفة يابانية، ولدت في 8 أغسطس 1970 في Naze, Kagoshima ‏ في اليابان.

## روابط خارجية
- ميوا ساتو على موقع CageMatch worker (الإنجليزية)
- ميوا ساتو على موقع قاعدة بيانات المصارعة على الإنترنت (الإنجليزية)